# Île Longueignon
Cet article court présente un sujet plus développé dans : île Saint-Germain.
L'île Longueignon et l’île de Billancourt forment l'île Saint-Germain depuis la construction des ponts de Billancourt[Quand ?].

## Historique
En 1173, un fief situé dans l'île et appartenant à Pierre de S. Cloud et à sa femme Guineburc a été donné à l'Abbaye de Saint Victor.